# Striopulsellum galatheae
Striopulsellum galatheae is een Scaphopodasoort uit de familie van de Pulsellidae. De wetenschappelijke naam van de soort is voor het eerst geldig gepubliceerd in 1964 door Knudsen.